# Ernie Banks
Ernest Banks, soprannominato Mr. Cub e Mr. Sunshine, detto Ernie (Dallas, 31 gennaio 1931 – Chicago, 23 gennaio 2015), è stato un giocatore di baseball statunitense di ruolo interbase e prima base che ha giocato per tutta la carriera con i Chicago Cubs della Major League Baseball (MLB). È stato inserito nella National Baseball Hall of Fame nel 1977.

## Carriera
Considerato uno dei migliori giocatori di tutti i tempi, Banks iniziò a giocare a baseball come professionista nel 1950 con i Kansas City Monarchs nelle Negro League. Dopo avere servito nell'Esercito per due anni, fece ritorno ai Monarchs, prima di iniziare la carriera nella major league nel settembre 1953. L'anno seguente giunse secondo nel premio di rookie dell'anno. A partire dal 1955, Banks fu convocato per l'All-Star Game in undici stagioni, disputando 13 dei 15 All-Star Game tenutisi in quelle annate. Banks fu la principale attrazione dei Cubs sul finire degli anni cinquanta, venendo premiato come MVP della National League nel 1958 e 1959 e diventando il primo giocatore della franchigia a vincere il Guanto d'oro nel 1960.
Nel 1962, Banks divenne stabilmente il prima base dei Cubs. A metà degli anni sessanta, il manager Leo Durocher iniziò a diventare frustrato da Banks, affermando che le sue prestazioni alla battuta fossero in calo. Durocher disse di non potere rimuovere Banks dalla formazione a causa della sua estrema popolarità tra i tifosi dei Cubs. Tra il 1967 e il 1971, fu contemporaneamente allenatore e giocatore. Nel 1969, un sondaggio del Chicago Sun-Times lo incoronò miglior giocatore di tutti i tempi della squadra. Nel 1970, Banks colpì il suo 500º fuoricampo al Wrigley Field. Si ritirò l'anno successivo e fu il primo giocatore della squadra a vedere il suo numero ritirato. Nel 1999 fu inserito nella formazione del secolo della MLB e nello stesso anno fu votato da The Sporting News‍ al 38º posto nella classifica dei migliori cento giocatori di tutti i tempi.

## Palmarès
- MVP della National League: 2

1958, 1959
- MLB All-Star: 9

1955–1960², 1961²–1962², 1965, 1967, 1969
- Guanti d'oro: 1

1960
- Formazione del secolo della MLB
- Numero 14 ritirato dai Chicago Cubs